# Глиница (Велика Кладуша)
Глиница је насељено мјесто у Општини Велика Кладуша, Унско-сански кантон, ФБиХ.

## Географија
Глиница се налази у Општини Велика Кладуша, близу је насеља Врнограч. Она има и статус мјесне заједнице у којој има 3 члана. Мјесна заједница је састављена од 3 насељена мјеста: Глинице, Буковља и Пољане. Налази се на надморској висини од 130 метара. Од Велике Кладуше је ваздушном линијом удаљена око 10.000 метара (10 километара). Мјесна заједница је 1991. имала 1.876 становника, а насељено мјесто је имало 332 становника.

## Демографија
| Националност | 1991. | 1981. | 1971. |
| Муслимани    | 191   | 182   | 50    |
| Срби         | 135   | 151   | 247   |
| Хрвати       | 0     | 0     | 0     |
| Југословени  | 0     | 15    | 0     |
| остали       | 6     | 0     | 0     |
| Укупно       | 332   | 348   | 297   |